# Roštár
Roštár (Hongaars: Restér) is een Slowaakse gemeente in de regio Košice, en maakt deel uit van het district Rožňava.
Roštár telt 539 inwoners.